# Lamprotornis hildebrandti
El estornino de Hildebrandt (Lamprotornis hildebrandti) es una especie de ave paseriforme de la familia de los estúrnidos, endémica de África. La especie lleva el nombre de Johannes Hildebrandt, un coleccionista alemán que fue el primer europeo en obtener muestras.

## Características
Mide en promedio 18 centímetros de largo y pesa entre 50 y 69 gramos. Los adultos tienen plumaje iridiscente en la parte superior del cuerpo y las superficies superiores. Este color se produce por la interferencia de la luz reflejada en las estructuras microscópicas situadas en las plumas, no pigmentación. La cabeza es de color azul como la mayoría de las partes superiores, las alas tienen un color verde bronce con azul en las plumas primarias. La garganta y la parte superior del pecho son de color púrpura brillante. La cola tiene un color azul-verdoso brillante.
El medio de la parte superior del pecho y el vientre son de color naranja y rojizo. El iris de los ojos es de color naranja y rojo, el pico y las patas son de color negro.

## Distribución y hábitat
Su hábitat natural son los bosques abiertos y matorrales a altitudes de 500 a 2.200 metros, en el noreste de Tanzania y el centro-sur de Kenia. Está clasificado como Preocupación menor por la IUCN. Su hábitat no se ve amenazado y se reproduce en un gran número de áreas protegidas.